# Piñeiro (Germade)
Piñeiro (llamada oficialmente San Martiño de Piñeiro) es una parroquia española del municipio de Germade, en la provincia de Lugo, Galicia.

## Organización territorial
La parroquia está formada por veintiuno entidades de población, constando quince de ellas en el nomenclátor del Instituto Nacional de Estadística español:

### Entidades de población
Entidades de población que forman parte de la parroquia:
- A Antoa
- A Casanova
- A Casanova de Sanche
- A Cerqueiral
- A Ladrela
- Aldea (A Aldea)
- A Panda
- A Pasadiña
- A Pena
- Aureana (A Aureana)
- A Veiga
- A Xunqueira
- Framil
- O Outeiro
- O Toutelo
- Rebuxentos (Os Rebuxentos)
- Rivas (As Ribas)
- Sanche (Sanche Grande)
- Sanche Pequeno

### Despoblados
Despoblados que forman parte de la parroquia:
- A Cerveira
- A Vacariza

## Demografía
| Gráfica de evolución demográfica de Piñeiro entre 2000 y 2019 |
|                                                               |
| Datos según el nomenclátor publicado por el INE.              |